# Саля, Элио
Элио Саля (также — Салла, Салиа, Сала, Саля) (30 апреля 1864, Милан — 10 января 1920, Милан) — итальянский скульптор, мастер декоративной скульптуры и портретист; с конца XIX ст. работал в Киеве вместе с братом Эудженио и архитектором В. В. Городецким; в начале XX в. преподавал в Киевском городском училище.

## Биография
Миланец Элио Саля был приглашён из Италии в Петербург оформлять Великокняжеский дворец на набережной Мойки. После окончания двухлетних работ в Петербурге он узнал о проекте оформления Киевского художественно-промышленного и научного музея имени государя императора Николая Александровича (или Городского музея). Эскизы итальянского мастера были признаны лучшими, и в 1897—1905 гг. он выполнил из бетона горельефный фронтон «Торжество искусства» на фасаде музея, фигуры львов у входа и грифонов по углам здания. В 1898—1899 гг. Элио Саля декорировал скульптуры на новом Николаевском костёле.

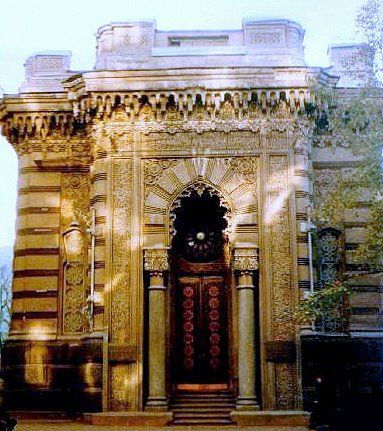
Кенасса в Киеве

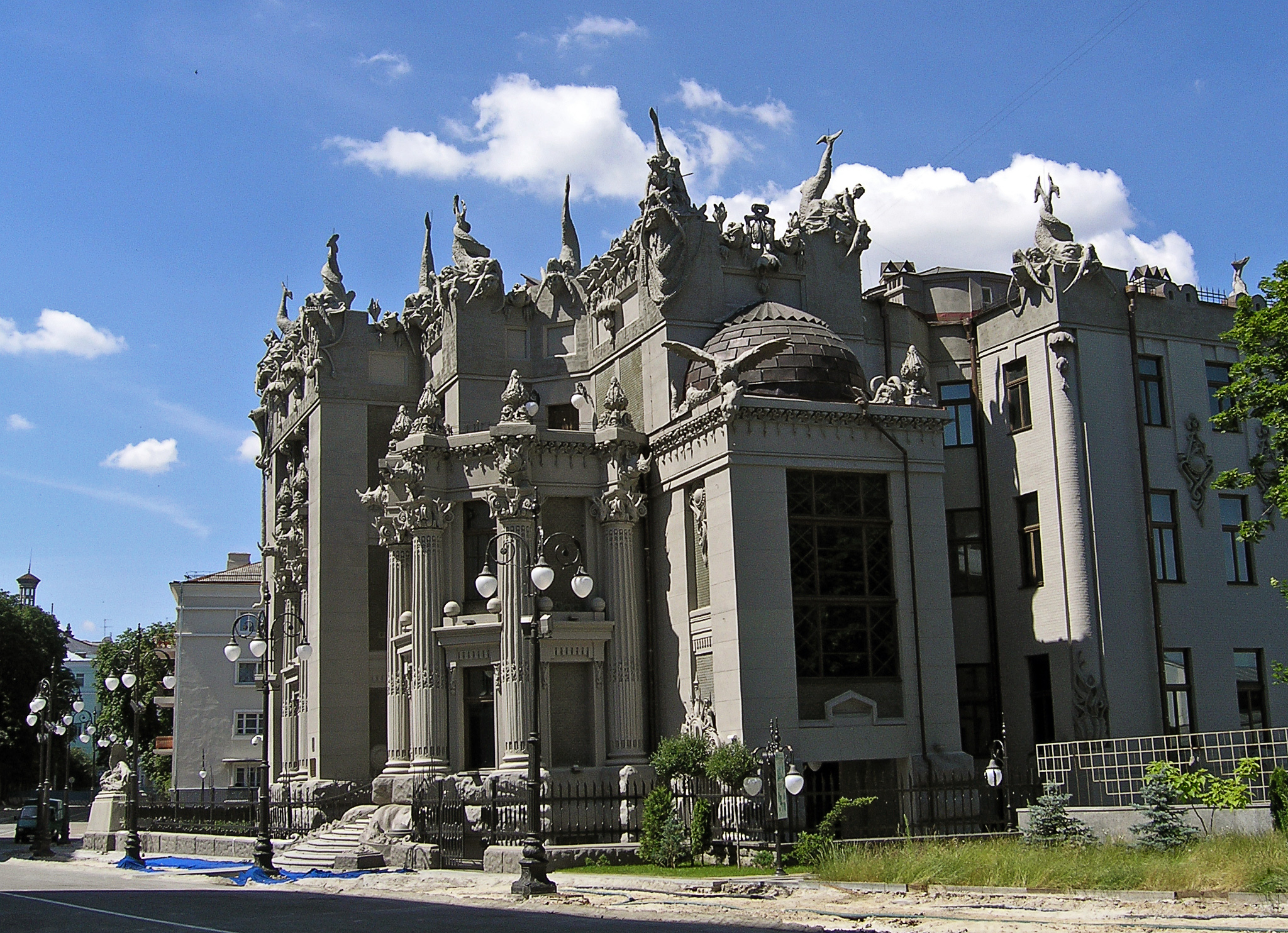
Дом с химерами (Киев)

После этого скульптор обосновался в Киеве, начал преподавать, обзавёлся «Художественно-скульптурной и декоративно-строительной мастерской Елия Осиповича Саля».
В 1902 году началось сотрудничество с В. В. Городецким, который стал его близким другом и соавтором многих работ. Кроме уже упоминавшегося скульптурного оформления Городского музея (ул. Грушевского, 6), Саля оформлял построенную по проекту того же В. В. Городецкого караимскую кенассу (Ярославов Вал, 7) и «Дом с химерами» (ул. Банковая, 10). В качестве декоративных элементов при оформлении последнего он использовал изображения животных (головы слонов, оленей, носорогов, гигантских жаб), рыболовецких сетей среди волн.
Среди прочих работ мастера — декор здания Национального банка Украины (1902—05), Николаевский костёл, главный корпус Киевского политехнического института, Национальная опера Украины и др., а также костёл Воздвижения Святого Креста в Фастове.
В 1914 году, с началом Первой мировой войны, скульптор навсегда покинул Киев. Последние шесть лет своей жизни он провёл в Милане.

## Семья
- Брат — Паоло Саля (1859—1924) — итальянский художник, проживал в Санкт-Петербурге, где расписал здание консерватории. Изучал архитектуру в Миланской академии Брера.
- Брат — Эудженио Сала (1866—1908) — итальянский художник-пейзажист, в 1906 году выставил в Милане картину «Regate а Rada».
- Брат — Энеа Сала (?-?) — учитель фехтования.